# Stars To-night (tomik Sary Teasdale)
Stars To-night – tomik w opracowaniu Sary Teasdale, opublikowany w 1930. Był on ostatnim zbiorkiem, który ukazał się za życia poetki. Następny, Strange Victory, opublikowany został pośmiertnie. Zbiorek Stars To-night zawierał wiersze dla dzieci.